# Шміхен
Шміхен (нім. Schmiechen) — громада в Німеччині, знаходиться в землі Баварія. Підпорядковується адміністративному округу Швабія. Входить до складу району Айхах-Фрідберг. Складова частина об'єднання громад Мерінг.
Площа — 13,50 км2. Населення становить 1347 ос. (станом на 31 грудня 2020).